# Warren Zevon
Warren Zevon (Chicago, 24 gennaio 1947 – Los Angeles, 7 settembre 2003) è stato un cantautore, chitarrista, pianista rock statunitense. È stato tra i cantautori statunitensi più acuti e irriverenti della sua epoca.

## Biografia
Figlio di un giocatore d'azzardo, nacque a Chicago (USA) ma crebbe tra California e Arizona. A 16 anni, a seguito del divorzio dei genitori, partì per New York con l'auto vinta dal padre, alla ricerca del successo come cantante folk. Nel 1966 tornò in California come cantante nel duo folk Lyme & Cybelle, era anche un buon pianista e chitarrista. Debuttò come solista nel 1969 con Wanted Dead or Alive che passò però inosservato; in seguito compose le musiche per jingle pubblicitari e collaborò con gli Everly Brothers.
Il successo arrivò però grazie al supporto dall'amico Jackson Browne che gli procurò un contratto con l'Asylum Records. Browne produsse i suoi primi due album, Warren Zevon (1976), con la canzone I'll Sleep When I'm Dead, e Excitable Boy (1978) con Werewolves of London che uscita come singolo ottenne un buon successo commerciale. Dopo due anni passati a disintossicarsi dall'alcol, pubblicò nel 1980 Bad Luck Streak in Dancing School per la Elektra, seguito l'anno successivo dal live Stand in the Fire.
Zevon è un autore i cui testi sono stati apprezzati per il valore poetico ma anche per l'impegno sociale e il sapore vagamente profetico. Scriveva infatti nel 1982 nella canzone The Envoy, titolo-guida dell'album omonimo ispiratogli dai racconti di un diplomatico statunitense, Philip Habib, impegnato nell'incursione israeliana in Libano del 1982:
(The Envoy)
Ricade nella dipendenza dall'alcol e solo nel 1987 ritorna sulle scene registrando insieme a 3/4 dei R.E.M. (Peter Buck, Mike Mills e Bill Berry) dapprima il suo nuovo disco Sentimental Hygiene, e poi un album di cover pubblicate solo nel 1990 dalla Giants Records a nome Hindu Love Gods. Nel 1989 pubblica per Virgin Transverse City, sorta di concept album sul fenomeno letterario del cyberpunk e che vede la collaborazione di grossi artisti come Jerry Garcia, David Gilmour, Neil Young, Benmont Tench.
Mr. Bad Example del 1991 segna un ritorno alle origini. Learning to Flinch del 1993 è il suo secondo album dal vivo. Nel 1995 pubblica Mutineer con la collaborazione di David Lindley, Bruce Hornsby e Rosemary Butler. Nel 2000 pubblica Life'll Kill Ya. My Ride's Here del 2002 vede la partecipazione di David Letterman. Nel 2002 gli viene diagnosticato un mesotelioma, causato da esposizione all'amianto. Dopo aver suonato in carriera insieme a molti musicisti di valore (fra cui Bruce Springsteen, Waddy Watchel, David Landau, Leland Sklar, Jeff Porcaro e Don Henley), ammalato e consapevole di essere prossimo a morire, chiamò a raccolta tutti i suoi amici per incidere il suo ultimo album, The Wind (2003). Cantò così nella canzone, registrata nella sua camera da letto, che chiude il suo ultimo lavoro, quasi come un testamento sentimentale e spirituale al tempo stesso:
(Warren Zevon, Keep Me in Your Heart)

## Discografia

### Album studio
- 1969 - Wanted Dead or Alive
- 1976 - Warren Zevon
- 1978 - Excitable Boy
- 1980 - Bad Luck Streak in Dancing School
- 1982 - The Envoy
- 1987 - Sentimental Hygiene
- 1989 - Transverse City
- 1991 - Mr. Bad Example
- 1995 - Mutineer
- 2000 - Life'll Kill Ya
- 2002 - My Ride's Here
- 2003 - The Wind

### Live
- 1980 - Stand in the Fire
- 1993 - Learning to Flinch

### Raccolte
- 1986 - A Quiet Normal Life: The Best of Warren Zevon
- 1996 - I'll Sleep When I'm Dead (An Anthology)
- 2002 - Genius: The Best of Warren Zevon
- 2006 - Reconsider Me: The Love Songs
- 2007 - Preludes - Rare and Unreleased Recordings